# Corticarina viatica
Corticarina viatica es una especie de coleóptero de la familia Latridiidae.

## Distribución geográfica
Habita en México.